# ハーバード歯科医学校
ハーバード歯科医学校(Harvard School of Dental Medicine, HSDM) は、ハーバード大学の大学院のひとつであり、マサチューセッツ州ボストンのロングウッド医療文教地区(Longwood Medical and Academic Area)にあるアメリカ合衆国の歯科医師教育機関である。日本語では「ハーバード大学歯学部」と訳されることもあるが、日本の歯学部のように学士課程から歯学教育を行うものではなく、大学院組織のひとつである。
HSDMでは、歯学博士(DMD)課程のほか、特殊トレーニング・プログラム、上級トレーニング・プログラム、教養大学院と連携したPh.D.取得プログラム、口腔生物学分野での医学修士・博士(Master/Doctor of Medical Sciences)課程が提供されている。
今日、HSDMは、ハーバード大学における最も小規模な教育組織であり、学生総数は、諸分野に所属している博士課程の学生や、博士課程修了後の学生を全て合わせても280名ほどであり、学生と教員は、小規模で親密なコミュニティを形成している。米国の歯科学校(dental school)と比較してもHSDMは小規模であり、生存する同窓生は世界中を合わせて2,600名ほどしかいないが、口腔衛生界の中では歯学教育や研究において相当の影響力をもち続けている。卒業生の中には、大学教員、組織の部局長、歯科関係組織の指導者などとして活躍している者も多い。

## 沿革

### 大学に基盤を置いた最初の歯科学校
19世紀のはじめ、歯科治療を行う者のほとんどは、この「職業」を徒弟修行を通して学んだ者か、単に専門家であると自称しただけで施術している者だった。アメリカ合衆国において、より整った正式な歯科教育への第一歩が踏み出されたのは、メリーランド州当局が、ボルチモアの the Baltimore College of Dental Surgery に承認を与えた1840年のことであった。この独立カレッジの設立は、メリーランド大学が歯学教育課程を設けることを拒んだ結果生じたことと見ることができるが、そこには19世紀に展開された、歯学教育を学術教育の一部として位置づけるべきか、別個の「職業」学校に分離して教えるべきかという論争が影を落としていた。1860年代には、歯科医業関係の法整備が進められ、正式な教育を行う歯科学校の必要性が高まったが、こうした抵抗が存在していた結果、1865年までに成立した米国の歯科学校4校は、いずれも独立した学校になっていた。今日あるような、大学に基盤を置く歯学教育機関の設置を目指す動きは、1867年のハーバード歯科学校の設立から始ったものである。それまでの歯科学校の修業年限が1年程度であったのに対し、修業年限は2年と定められていた。初代校長となった Nathan Cooley Keep は、徒弟修行で歯科医術を身につけた後、ハーバード・メディカルスクールで学位をとった人物であった。
口腔病理学の大家であった、カリフォルニア大学ロサンゼルス校の歯科学校(the UCLA School of Dentistry)の初代校長 Reidar F. Sognnaes 博士は、1977年の同校設立の意義について『ニューイングランド・ジャーナル・オブ・メディシン』誌に寄稿した文章の中で、次のようにハーバードに言及している。
かつて、口は、相対的にではあるが、科学的には「誰も手を出さない土地」になっていた。当時は歯科教育には学術的な席は用意されておらず、文字通り目や耳や鼻や喉の間に、抜け落ちていたのである。合衆国では、大学に基盤を置く医学部に付設する形をとる最初の歯科学校をハーバードが開設した1867年に至るまで、歯学は高等教育の他の部門から拒まれ続けていたのである。

### DMD 学位の起源
ハーバードは、直訳すれば「歯科医学博士」となる Doctor of Dental Medicine (DMD) という学位を与えた最初の歯科学校であった。ハーバード大学では、学位記をラテン語で発行するが、当時、既に一般的になっていた学位名称で、直訳すれば「歯科手術博士」となる Doctor of Dental Surgery (DDS)をラテン語に訳した Chirurgae Dentium Doctoris (CDD) は、あまりにまどろっこしいと執行部は考えた。そこでラテン語学者の意見を求めたところ、「医学博士」を意味する Medicinae Doctor の前に「歯の」を意味する Dentariae を置いた、Dentariae Medicinae Doctor という名称が提案され、DMD が始ったのである。設立の2年後、1869年のことであった。やがて他の歯科学校もこの表記に倣って切り替えるようになり、1989年の時点では、北米66校の歯科学校のうち、23校がDMDを授与するようになった。DMDとDDSは、違いがない同じ学位であり、すべての米国の歯科医師は同一の全国的、地域的基準に適合していなければならない。(詳細は英語版en:Dental degree#United States)

### 校名の変更: 1940年
当初、1867年に設立されたときの校名は、ハーバード歯科学校(Harvard Dental School)であったが、1940年には現校名であるハーバード歯科医学校(Harvard School of Dental Medicine)に校名を変更した。この象徴的な改称は、口腔医学の生物学的基礎と、急速に進む歯学研究の他分野との交流を、強調したものであった。

### 博士課程修了後教育プログラムの拡充: 1957年
1957年、ハーバード歯科医学校は、当時の全米歯科学会(the National Institute of Dental Research、現在の the National Institute of Dental and Craniofacial Research)から、博士課程修了後教育プログラムの拡充のための教育資金を提供された。新たに始められたのは、口腔外科・M.D.取得・一般外科学を医療現場中心に統合した研修医プログラム、口腔生物学分野の医科学博士(Doctor of Medical Sciences, DMSc)プログラム、医療現場でのトレーニングと保険行政・公衆衛生・生物医科学の研究との連携に重点を置く、3年ないし4年の連合学位プログラムなどであった。
現在の博士課程修了後教育プログラムには、学校中心のものと、病院中心のものがある。前者の場合、研究活動にさらに時間を費やせば、医科学修士・博士(Master/Doctor of Medical Science, MMSc/DMSc)の学位が取得できる可能性がある。
学校中心のプログラム
1. 歯科矯正学
2. 歯内療法学
3. 歯科補綴学
4. 歯周治療学
5. 一般歯学の上級教育

病院中心のプログラム
1. 口腔外科: 口腔外科と一般外科学を統合した、マサチューセッツ総合病院を拠点とした研修医プログラムで、ハーバード・メディカルスクールからM.D.が取得できる。
2. 小児歯科学: ボストン小児病院を拠点とする。
3. 一般医研修: ブリガム・アンド・ウィメンズ病院(Brigham and Women's Hospital) およびマサチューセッツ総合病院との共同プログラム。

### 博士課程教育の大改革: 1994年
1994年、博士課程のカリキュラムが大きく改革され、クラスの規模が35名に拡大し、新たに問題解決型のカリキュラムが導入され、修業年限が5年から短縮されて、4年制の臨床ベースのカリキュラムが提供されるようになった。

### ハーバード歯学同窓会
ハーバード歯科医学校は、2,500名を超える活発な同窓生の組織、ハーバード歯学同窓会(Harvard Dental Alumni Association)をもっている。同窓生たちは、母校の日々の行事に参加し、母校の将来構想や目標のために大きく貢献している。母校や同窓生たちの近況を伝える季刊の会誌を発行するほか、毎年の卒業式において、総代・首席者(Valedictorian)に与えられる金メダルと、来賓歓迎挨拶をする次席者(Salutatorian)に与えられる銀メダルを提供している。